# 李小龍傳 (1993年美國電影)
《李小龙传》（英語：Dragon: The Bruce Lee Story）是1993年的美国传记劇情片，由罗布·科恩执导并与他人共同编剧，李截、罗伦·荷莉、關南施和勞勃·韋納主演，讲述演员兼武术家李小龙在香港出生并移居美国，先是办武馆传授武术，后来成为电视和电影演员的生平。电影关注他遭受的种族歧视，以及与夫人蓮達·李·卡德威爾的情感历程。
剧本主要信息来源是卡德威爾1975年出版的传记《我眼中的李小龙》，其他来源包括罗伯特·高洛斯的著作《李小龙：传记》，以及科恩开展的研究，例如针对卡德威尔和李小龙之子李國豪的采访。科恩决定不把本片拍成传统的传记片，而是增加神秘元素和戏剧化的武打镜头，让电影带有李小龙主演作品的基调。影片主要在香港、洛杉矶和旧金山取景。
《李小龙传》获评论界好评，虽有部分文章批评片中对李小龙的崇拜立场，但整体依然认可电影的娱乐效果。李截的表演广受好评，电影商业上颇为成功，票房超过一般传记片的表现，评论认为这主要应当归功于片中爱情主题，以及超出传统功夫片的受众面。同名游戏在电影上映后第二年问世。李国豪在影片上映数周前突然去世，片尾以字幕向他致敬。

## 剧情
李小龙的父亲李海泉梦见邪魔追逐儿子，惊醒后带李小龙去向葉問拜师学习武术。少年时代的李小龙年轻气盛，看到英国水手骚扰民女后出手教训，结果父亲担心遭人报复，坚持把他送到美国。
李小龙到美国后在中餐厅洗碗，但很快又与四名厨师发生争执。餐馆老板解雇他的同时也借他钱，鼓励李小龙去上大学。进入大学研究哲学后，李小龙开始收弟子教武术，在此期间结识白人女子蓮達。蓮達的母亲薇薇安看不起华人，但蓮達还是坚持嫁给李小龙。她建议丈夫开武馆，其他中国武师要求李小龙只能教华人武术，遭拒后便要求决斗解决争端。李小龙在秘密的无限制对决中打败挑战方孙强尼，没想到对方居然在认输后偷袭，导致李小龙背部受伤。蓮達帮助一时瘫痪的丈夫创作武术书《截拳道之道》，不久又生下长子李國豪，新生命的诞生促使夫妻俩与薇薇安和解。
几个月后，孙强尼在埃德·帕克（Ed Parker）举办的武术比赛上挑战李小龙。李小龙打败孙强尼，赢得观众尊重，但没想到孙强尼会因伤残废。比尔·克里格（Bill Krieger）赛后找到李小龙，邀请他在电视剧《青蜂俠》中出演加藤。克里格后来还成为李小龙的经纪人，两人共同构想电视剧《功夫》的理念，商定由李小龙出演主角。蓮達在演员聚会上告诉丈夫，她已经怀上第二个孩子（李香凝）。不久，电视台宣布停播《青蜂侠》，《功夫》后来虽然拍成电视剧，但却是请大衛·卡拉定主演。李小龙深感失望，觉得遭克里格背叛。
李小龙返回香港参加父亲的葬礼。香港电影制片人丹菲力聘请李小龙主演电影《唐山大兄》。拍摄最后一组镜头时，孙强尼的哥哥路克偷袭李小龙，以报弟弟落败及残废之仇，但同样被李小龙打败。《唐山大兄》大获成功，李小龙又参与多部电影摄制，演员、导演和剪辑均有涉足。但蓮達想回美国，两人关系出现裂痕。克里格邀请李小龙出演好莱坞大片，李小龙知道妻子想念美国，所以同意参演。
《龍爭虎鬥》开拍第32天需要摄制“镜屋”桥段，李小龙突然看到梦中追杀他的邪魔，被邪魔打倒的李小龙看到刻有自己姓名的墓碑，然后又看到儿子求救。李小龙愤而反击，救下李国豪并扭断邪魔的脖子。电影最后，李小龙正拍摄《龍爭虎鬥》的另一组镜头，之后凭该片成为国际影星。蓮達的画外音响起，告诉观众李小龙突然陷入昏迷，没过多久便离开人世，具体原因不明，《龍爭虎鬥》不久后上映。蓮達表示，许多人想要了解李小龙的死因，但她只想记住丈夫是如何生活。

## 演员

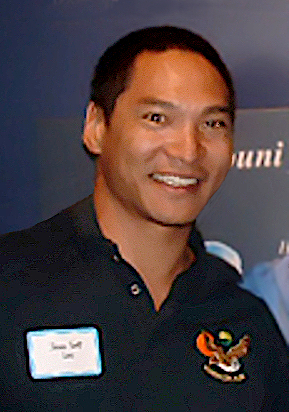
李截（摄于2003年）在本片中扮演李小龙

- 李截饰李小龙
- 罗伦·荷莉饰蓮達·李
- 勞勃·韋納饰比尔·克里格
- 米歇尔·伦奈德（Michael Learned）饰薇薇安·埃默里（Vivian Emery）
- 關南施饰杨顾西
- 林祺堂饰丹菲力
- 里克·扬（Ric Young）饰李海泉
- 王洛勇饰葉問
- 斯特林·马塞尔（Sterling Macer）饰杰罗姆·斯普劳特（Jerome Sprout）
- 史文-欧尔·托尔森饰邪魔
- 张午郎饰孙强尼
- 翁苏韩饰孙卢克
- 埃里克·布鲁斯科特尔（Eric Bruskotter）饰乔·亨德森（Joe Henderson）
- 凡·威廉姆斯饰《青蜂侠》导演
- 李香凝饰聚会歌手
- 罗布·科恩饰《龙争虎斗》导演

## 主题
梅汉·莫里斯（Meaghan Morris）从教育学和政治正确角度着手，以六页篇幅分析《李小龙传》中李小龙和蓮達一起看电影《蒂凡尼的早餐》的镜头。蓮達发现李小龙对米基·鲁尼扮演雄吉先生时体现出的白人种族偏见感到不快，于是提议离开。莫里斯认为，这场戏颇具教育意义，蓮達本来很喜欢《蒂凡尼的早餐》，但她能够理解男友反感种族主义定型观念的心理，并对此感同身受。作者还称，电影刻画李小龙人生的着眼点就是“反抗西方偏见”，在她看来，本片“非常强有力地体现出美国电影业制度化的种族主义立场”。
学者郑诸于2013年在《亚洲传播学刊》（Asian Journal of Communication）发文，称本片与《龙之吻》（2001年）、《燕尾服》（2002年）等电影一样，打破美国电影中亚洲男子毫无性感魅力的传统。亚裔男子虽是许多武打片中的英雄人物，但极少成为银幕上爱与被爱的对象。上述三部电影中的亚洲武术家身边都有白人女子为伴，巅覆长久以来“占主导地位的白人骑士与柔顺东方女子”的传统。不过，郑诸批评上述电影对两人关系的刻画，白人女子在华人男子成功的过程中作用都至关重要，例如李小龙背部受伤后蓮達的支持。文章指出，这些电影中的亚裔男子进入西方社会后必须依靠白人女子支持才可能获得成功。

## 制作

### 前期构想
本片剧本由导演罗布·科恩与爱德华·卡赫马拉（Edward Khmara）、约翰·拉夫欧（John Raffo）共同创作，主要信息来源是蓮達·李·卡德威爾的传记《我眼中的李小龙》（Bruce Lee: The Man Only I Knew）。其他来源包括罗伯特·高洛斯（Robert Clouse）的著作《李小龙：传记》（Bruce Lee: The Biography），以及卡赫马拉与科恩的调查。卡德威爾为本片制作提供资源，片中的手写笔记和著作《截拳道之道》中插图就是李小龙亲笔。卡德威爾还同意剧组借用李小龙的衣服制作复制品。
据科恩透露，他在剧本创作期间遇到的首要问题就是如何把传主生平浓缩成不到两小时的电影。他决定不把本片拍成传统的传记片，加入神秘传奇色彩，把李小龙的生平戏剧化，同时让影片带有李小龙主演电影的基调。科恩得知，中国人迷信邪魔专以长子为目标，所以父母在李小龙出生后前两年都把他扮成女孩。为此他决定在片头加入李小龙被超自然邪魔追逐的情节，引喻李小龙的内心可能已存在邪魔影响。科恩将剧本送给卡德威爾过目，两人之后见面时她问科恩是如何得知李小龙身上邪魔的事；导演回答，研究传主生平后，他已将部分剧情元素戏剧化。卡德威爾表示，丈夫在去世十周前一度陷入昏迷，在此期间曾告诉她，好像有邪魔想把他拖到另一个世界。电影前期构想期间，科恩花费大量时间与卡德威爾和李国豪交流。

### 演员敲定
李国豪的年纪适合，而且也会武术，部分人士认为他很可能获选扮演自家父辈。但制片人拉菲拉·德·劳伦提斯（Raffaella De Laurentiis）觉得他的外貌不像华人，而且她也不能接受剧组把李国豪扮得更像亚裔。李截曾参与《最后的莫希干人》试镜，但因外貌不像印第安人遭拒，《李小龙传》前期构想期间，他获推荐出演李小龙。本片的选角总监也对他很满意，向科恩建议让他出演主角。李截起初对出演李小龙有些受宠若惊，但他同李国豪交流后克服心中忐忑。李截曾是体操和田径运动员，出演本片前没学过武术。科恩决定请李截出演，觉得教演员学武术再难，也要比教武术家学表演容易。准备演出期间，李截与罗伦·荷莉一起在李小龙过去的弟子杰瑞·波蒂特（Jerry Poteet）手下学习截拳道。本片武打和特技协调员、在片中扮演孙强尼的张午郎与波蒂特都很满意李截新学武术的表现。孙强尼还曾是电影《龙争虎斗》中的替身演员，科恩希望本片的武打镜头不再遵循好莱坞模式，更贴进香港电影风格，所以请他编排动作场面。
科恩请關南施出演中餐厅老板、李小龙的雇主杨顾西。她在好莱坞的奋斗历程与李小龙类似，都对美国电影逐渐接受亚裔演员起举足轻重的作用，导演希望观众记起她身为亚裔演员在美国影坛发展的艰辛。米歇尔·伦奈德获选出演薇薇安·埃默里，因为科恩非常喜欢她在《华生一家》（The Waltons）中诠释的奥利维亚（Olivia），想看到李小龙与奥利维亚针锋相对的局面。埃默里本人表示，首次见到李小龙时她的确很有敌意，而且歧视华人，她同意剧组在片中如实描绘。
20世纪60年代电视剧《青蜂侠》中饰演青锋侠的凡·威廉姆斯（Van Williams）客串出镜，扮演《青蜂侠》的导演。蓮達在聚会上告诉李小龙，已经怀上他们的第二个孩子李香凝，此时现场表演的歌手就是李香凝本人。史文-欧尔·托尔森（Sven-Ole Thorsen）获选出演邪魔，因为他个子非常高，而且体格特别强壮。科恩对他在武打桥段的演出赞不绝口，因为此时托尔森连头部都是非常严实的化妆，根本什么都看不见。导演本人也在片中客串，诠释《龙争虎斗》的导演。

### 摄制

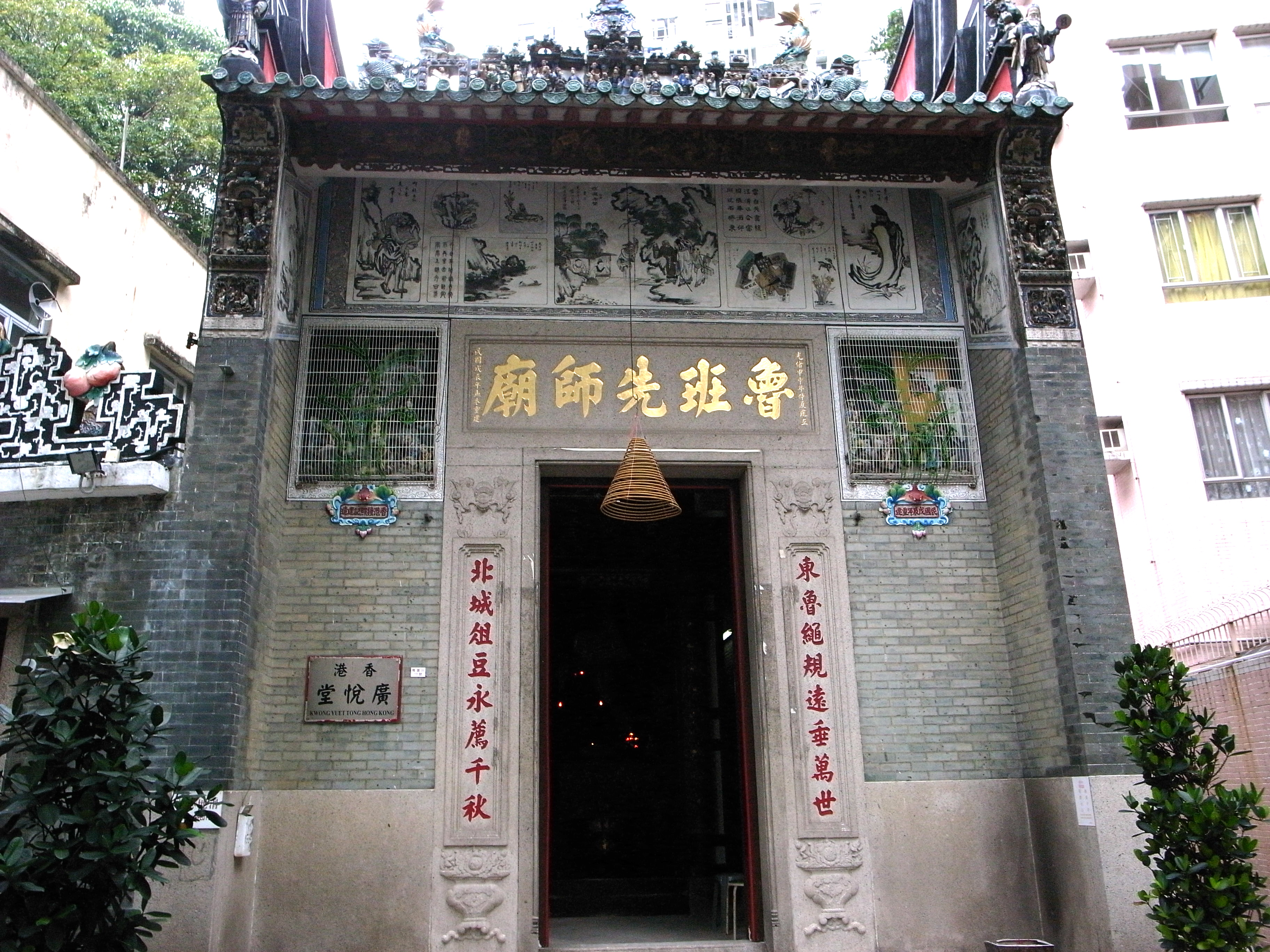
电影开场镜头在魯班先師廟取景，科恩选址期间看到上面的陶瓷人像并深受吸引

《李小龙传》基本是在香港、洛杉矶和旧金山取景，片头是在导演选址期间找到的香港18世纪庙宇摄制。科恩希望观众从一开始就明白本片不是传统的传记片，所以加入邪魔追逐李小龙的主题。他曾打算到西雅图取景，但地方政府不愿配合，剧组也无法进入李小龙当年求学的華盛頓大學拍摄。导演后来决定把传主在西雅图的经历与移居加利福尼亚州后的生活融合，电影大部分镜头是在加州摄制。
电影拍摄多次延误，科恩曾于1992年2月6日心脏病发，导致摄制工作推迟一个月，之后李截生病又令制作延期。拍摄还受到季风影响，香港出现数十年难得一见的暴雨。此外，香港三合會声称剧组在他们的地盘做工，威胁科恩及其他剧组成员交保护费。科恩为此加快拍摄速度，以便所有人员尽快离开香港。电影预算中包含130万美元应急成本，全部都因上述意外情况耗尽。
片中李小龙在旧金山与其他武术家切磋的镜头实际是在香港外景地拍摄，也有些发生在香港的剧情是在加利福尼亚州取景。李小龙在户外向足球队员传授武术的桥段是在洛杉矶高校拍摄，完全复制传主当年教武术的华盛顿大学。《唐山大兄》上映时万人空巷的情节虽是发生在香港，但实际是在澳門摄制，因为这场戏需要动用数以百计的臨時演員，还需暂时封闭部分街道，剧组无法在这两方面获得香港当局支持。
全片包含1600多个镜头，其中八场武打戏就占约1000个。导演在片中加入多个意指李小龙主演电影的细节，例如李小龙和孙强尼开始对打前长时间的热身运动，意指电影《猛龍過江》中李小龙和查克·諾里斯开打前的情节。

### 后期制作
《李小龙传》的原订预算是1400万美元。应急预算花完后，环球影业高管检视电影的粗剪版本，然后同意再投入一百万美元用于武打戏音效和配乐，电影预算总额升至1600万美元。所有武打场面都是订制音效，而且没有任何部分重复使用。
科恩决定把李海泉认为儿子被邪魔纠缠的主题扩张，让邪魔也纠缠李国豪。李国豪本人在1993年3月拍摄《乌鸦》时意外丧生，此时《李小龙传》已经拍完，距正式上映仅有两个月时间。科恩表示，得知李国豪的死讯后，他觉得片中邪魔追逐李国豪的情节非常可怕，让他不得不长时间停下来思考，而且一直让他深感困扰。科恩在李国豪去世后征求卡德威爾的意见，是否想要推迟电影上映或修改某些内容，卡德威爾觉得无需推迟，只希望片中以适当字句向她逝去的儿子表示敬意。经卡德威爾同意，科恩把他原版剧本封面引述圣奥古斯丁的话加入片尾字幕：“若想永垂不朽，先要活得精彩。”在他看来，这句话对李国豪父子同样适用。
电影宣传着重关注男女主角的爱情，主要在软摇滚电台投放广告。环球影业总裁汤姆·波洛克（Tom Pollock）表示，公司希望吸引女观众进场，而不是局限在李小龙的核心影迷。李国豪去世后，电影的宣传策略经过调整。

### 配乐
《李小龙传》的配乐由兰迪·艾德尔曼（Randy Edelman）作曲，采用90件管弦乐器和中国传统乐器演奏。科恩对艾德尔曼的作品很满意，觉得配乐将电影中的情感交织在一起。《娱乐周刊》刊登雷·阿佩罗（Ray Apello）的评论，称赞片中的爱情主题曲段，但的杰森·安肯尼（Jason Ankeny）对配乐评分仅两星（最高五星），觉得片中音乐非常美国化，而且结构教条而僵化，还很不可思议地体现出爱国风情，对于电影主题而言太过笼统。整体而言，这些音乐就算放到其他电影里也没有多大区别，摆出一副空架子却没什么内容。艾德尔曼为本片创作的配乐后来经授权成为其他多部电影预告片的配乐。

## 发行

### 票房

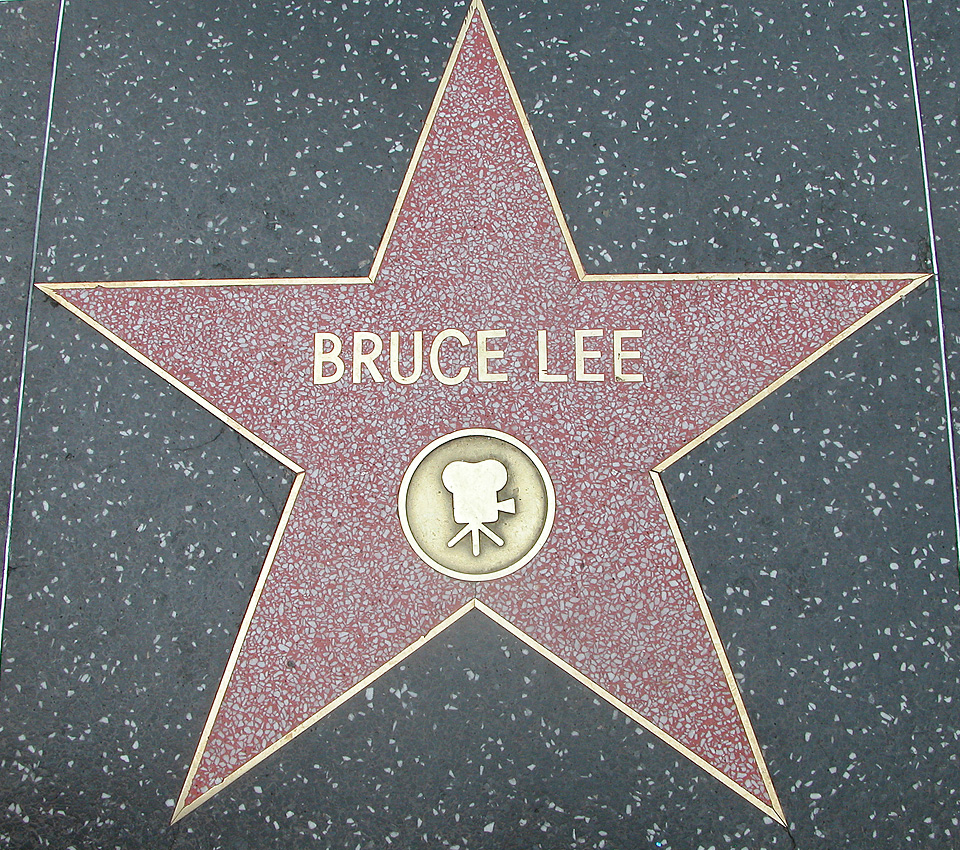
《李小龙传》首映当天，好萊塢星光大道新增代表李小龙的星星

1993年4月28日，《李小龙传》在好莱坞格劳曼中国戏院首映，好萊塢星光大道也在当天新增代表李小龙的星星，距中国戏院仅数米之遥。首映式之后，附近停车场立起1400平方米的巨型帐篷并以中国主题装修，超过1200名宾客前来聚会，其中包括黛米·摩尔、衛斯里·史奈普、道夫·龙格尔、希拉·E（Sheila E.）、麥克·邁爾斯、卡德威爾和李香凝，还有出演本片的荷莉、韋納、關南施和威廉姆斯，以及制片人德·劳伦提斯。考虑到李国豪去世不久，许多观众表示电影观看过程苦乐参半。卡德威爾称，出席首映式主要是因为本片是对她家人生平的敬意：“我感觉本片既是向身为父亲的李小龙致敬，又是对身为人子的李国豪致意”。
影片于5月7日在美国全面上映，首周就在票房榜登顶，周末票房略超一千万美元。电影收入超出片商对传记片的预期，评论认为这主要是因为许多女观众为本片走进电影院，上映第一个周末的观众中有四成五是女人，相比之下，李小龙主演电影的观众基本上都是男子。与前一年同期相比，这周的电影观众人数要多六成五，也是《李小龙传》和政治讽刺喜剧《冒牌總統》票房大卖的重要原因。《洛杉矶时报》的大卫·福克斯（David Fox）就表示，从历史来看，五月上旬电影票房一向低迷，《李小龙传》能取得这样的成绩的确很了不起。本片在美加两国共收入3510万美元，其他国家和地区2840万美元，全球总票房6350万美元。

### 专业评价
《李小龙传》颇受好评，影评人虽然批评片中对李小龙的崇拜立场，但整体依然认可电影的娱乐效果。彼得·雷纳（Peter Rainer）在《洛杉磯時報》发文，觉得电影虽将传主当成英雄崇拜，其中不乏编造和夸大，但毕竟李小龙的一生确实多彩多姿，影片自然也就会通过高于生活的手段向观众呈现。《芝加哥论坛报》的罗杰·伊伯特觉得片中武打镜头违背“地心引力和逻辑……但管他呢，反正很好看”。《纽约时报》刊登文森特·坎比（Vincent Canby）的文章，称这部踢腿动作很多的高成本院线电影看起来就像热闹好玩的电视电影。理查德·哈灵顿（Richard Harrington）通过《华盛顿邮报》赞扬电影设法吸引更多观众的手段，《李小龙传》不只是为李小龙粉丝及武打片爱好者提供娱乐，对爱、异族恋、婚姻和父母情等主题都有涉足。不过，《獨立報》的希拉·约翰斯顿（Sheila Johnston）批评《李小龙传》为迎合多种观众纳入太多主题，反而导致剧情太过复杂，难以理解。
李截对李小龙的诠释广受好评，《洛杉矶时报》的唐纳德·蔡斯（Donald Chase）与劳伦斯·克里斯顿（Lawrence Christon）都认可他的表现；蔡斯称李截仿佛李小龙转世，克里斯顿称赞李截“令人物更富智慧与魅力”。雷纳声称，李截是《李小龙传》的亮点，是在老明星的基础上创造新明星。卡德威尔同样赞赏李截的演出，称“用这么长时间等李截成长到足以扮演李小龙，我觉得很值得”。李截因本片和《心中的地图》获1993年芝加哥影评人协会奖最有前途男演员奖提名，还在1994年MTV影视大奖角逐中因《李小龙传》获“最佳突破演出奖”提名。

### 衍生媒体
1994年6月，维珍互动制作的本片Sega Mega Drive同名电子游戏在欧洲首发，之后再在其他地区发布并移植到多种平台。玩家启动格鬥遊戲后化身李小龙，与电影中遇过的各个敌人交手，其中还包括英国水手和厨师，游戏的最终头目是邪魔。游戏没有涉及电影中李小龙和蓮達的情感线索等剧情，媒体评价不一。。《电子游戏月刊》对游戏的雅达利Jaguar版评分仅4.4，觉得本作一定程度上只能算是每个人都见过的常规动作格斗游戏，而且发行时间太晚，已经无法从电影的热度获利。

## 史实对比
片中李小龙坐在统舱中前往美国，科恩承认这与历史不符，只不过考虑到当时大部分华人都是这样去美国而为之。电影中还有所谓“历史教师”向乘客说明抵达美国后将会遇到的困难。李小龙遇到蓮達之前的经历部分纯属推断，他曾在餐馆洗碗，据称经常参与街头斗欧，但没有证据表明他曾像片中那样工作期间与多名厨师打架。电影用比喻代指真实事件，例如《唐山大兄》上映后，群众把蓮達身边的李小龙抬上肩头欢呼着走开，科恩以此表明李小龙的成名导致夫妻二人疏远。
李小龙生平的部分元素大幅精简，他换过多名经纪人，但片中就只有虚构的比尔·克里格，以此精简剧情。部分情节为叙事需要调整顺序。片中李海泉去世时，李小龙的电视剧构思也遭人剽窃并改编成《功夫》，但李海泉实际上是在多年前辞世，同时《功夫》的实际播映时间也比电影中要晚一年。卡德威爾在《我眼中的李小龙》中第一个指称当年丈夫的构想被剽窃，但真相如何尚具争议。1971年12月，李小龙在接受《皮埃尔·伯顿秀》（The Pierre Berton Show）采访时曾聊起制作电视制《武士》的计划，构想和《功夫》基本相同，但他也觉得计划落实希望不大，因为当时的电视业高管可能会觉得请非白人演员主演风险太大。据马修·波莉（Matthew E. Polly）为李小龙创作的传记所述，李小龙曾参与《功夫》主角试镜，但因口音及形象不符未能入选。华纳兄弟坚称《功夫》和《武士》无关，波莉也是这么认为。
片中其他中国武师要求李小龙只能教华人武术，遭拒后便要求决斗解决争端的情节源自李小龙本人说法，但实际情况存在争议。片中对手孙强尼和路克兄弟都是虚构，现实中李小龙的对手黄泽民称上述说法不实，他发出的挑战书与李小龙教导其他人种武术无关。李小龙的朋友、武术家冯天伦也称两人决斗与李小龙的弟子身份无关，完全是“李小龙为人使然”。李小龙曾公开藐视其他流派武术，还接受对此愤愤不平的空手道武者挑战并打败对方。科恩支持李小龙的说法，他还把决斗地点和经过戏剧化，孙强尼落败后愤而偷袭的情节自然也是虚构。李小龙实际是在举重时伤及后背，但科恩觉得这样的情节不适合拍进电影。埃德·帕克曾邀请李小龙在1964年长滩国际空手道锦标赛（Long Beach International Karate Championships）上讲话，但没有人像电影中那样向他挑战。《唐山大兄》拍摄现场的偷袭，以及李小龙能用拳头打破重达91公斤冰块的情节均属虚构。科恩一方面希望真实再现李小龙的奋斗、成就和为人，另一方面又希望武打场面像传主主演的电影那样“幽默而精彩”，所以为了影片更好看，更刺激，剧情多多少少没有完全尊重现实。

## 脚注
1. ↑  Dragon: The Bruce Lee Story (1993) & British Board of Film Classification.
2. ↑  Morris 2007，第49–57頁.
3. ↑  Zhu 2013，第403–419頁.
4. 1 2 3  Higgins 1993.
5. 1 2 3 4 5 6 7  Chase 1992.
6. 1 2 3 4 5  Cohen 1993，Chapter 2
7. ↑  Cohen 1993，Chapter 20
8. 1 2  Cohen 1993，Chapter 30
9. 1 2  Cohen 1993，Chapter 4
10. 1 2 3 4 5 6  Weinraub 1993，第C15頁.
11. ↑  Cohen 1993.
12. 1 2  Cohen 1993，Chapter 18
13. 1 2  Cohen 1993，Chapter 7
14. 1 2  Cohen 1993，Chapter 15
15. 1 2  Galbraith 1993.
16. 1 2  Cohen 1993，Chapter 25
17. ↑  Cohen 1993，Chapter 32
18. 1 2 3 4 5  Appelo 1993.
19. 1 2 3 4  Christon 1993.
20. ↑  Cohen 1993，Chapter 33
21. 1 2  Cohen 1993，Chapter 8
22. ↑  Cohen 1993，Chapter 26
23. ↑  Cohen 1993，Chapter 11
24. 1 2  Cohen 1993，Chapter 29
25. 1 2  Cohen 1993，Chapter 17
26. 1 2  Cohen 1993，Chapter 27
27. ↑  Cohen 1993，Chapter 31
28. 1 2  Citron 1993.
29. ↑  Cohen 1993，Chapter 10
30. ↑  Ankeny 1993.
31. ↑  Sella 2002，第632頁.
32. 1 2  Dragon: The Bruce Lee Story & Box Office Mojo.
33. ↑  Fox 1993.
34. 1 2 3  Rainer 1993.
35. 1 2  Ebert 1993.
36. 1 2  Canby 1993.
37. 1 2  Harrington 1993.
38. ↑  Johnston 1993.
39. ↑  Cohen 1993，Chapter 1
40. ↑  Chicago Film Critics Awards 1993 & FilmAffinity.
41. ↑  Dragon: The Bruce Lee Story (1993) & MSN.
42. ↑  Up 'N' Coming 1994，第81頁.
43. ↑  Dragon: The Bruce Lee Story for Genesis & GameRankings.
44. ↑  Dragon: The Bruce Lee Story for Super Nintendo & GameRankings.
45. ↑  Review Crew – Major Mike's Game Roundup – Dragon – Atari / Jaguar & Electronic Gaming Monthly，第46頁.
46. ↑  Cohen 1993，Chapter 6
47. ↑  Polly, Matthew E. . Simon and Schuster. 2019: 571. ISBN 978-1471175725.
48. 1 2  Polly 2019，第277–280, 321–327, 573–574頁.
49. ↑  The Pierre Berton Show.
50. ↑  Russo 2016.
51. ↑  Cohen 1993，Chapter 19
52. ↑  Cohen 1993，Chapter 23